# Ilha de Saadiyat
A ilha de Saadiyat (em árabe: جزيرة سعديات que significa "Ilha da Felicidade") é uma ilha com 2700 hectares, situada a 500 metros da cidade e ilha de Abu Dhabi, nos Emirados Árabes Unidos.
Esta ilha é objeto de um importante projeto de desenvolvimento para turismo de massas e promoção da cultura. Na ilha não só estão projetadas áreas residenciais, mas também hotéis de luxo, campos de golfe e um porto desportivo, mas também uma grande área cultural, incluindo os futuros Louvre Abu Dhabi e Guggenheim Abu Dhabi.
Na parte norte da ilha foi desenvolvida uma zona industrial, estando planeada uma zona franca e um centro financeiro.